# King (Tekken)
King es un personaje ficticio de origen Mexicano de la saga de videojuegos de lucha Tekken. Hace su primera aparición en el primer videojuego  Tekken y su presencia se mantiene constante en todos los juegos de la saga, si bien en dos personajes distintos, denominados «King I» y «King II».
King es representado como un luchador profesional oriundo de México. El primer King hace su aparición en los juegos Tekken y Tekken 2, dirigiendo un orfanato y participando en el torneo para conseguir fondos, mientras que el segundo King es un pupilo del primero, que tras su muerte, asume su identidad.

## Diseño
El personaje King está basado en el luchador japonés Satoru Sayama y en el luchador y sacerdote mexicano Fray Tormenta. Del primero toma la característica máscara de jaguar, mientras que del segundo toma el hecho de que ambos poseen un orfanato y compaginan la vida sacerdotal con la de luchador.
La indumentaria de King es una de las más características dentro de la saga de videojuegos, con su máscara de jaguar, sus mallas, botas, calzoncillos y guantes con coderas, alternando colores amarillos y azules-púrpura.

## Historia

### Tekken
En sus años de juventud, King había sido un luchador sin mayor interés que las peleas callejeras. En uno de estos encuentros, King quedó tan gravemente herido que desfalleció frente al monasterio de Márquez. Los sacerdotes se encargaron de cuidarlo hasta que estuvo recuperado. Arrepentido de su vida pasada, King se unió a los sacerdotes y renunció a su vida como luchador callejero. Decidido a ayudar a jóvenes como él, King quiso construir un orfanato para los niños sin-techo y así poder evitarles la misma vida que tuvo él. Sin embargo, se percató de que no poseía los fondos suficientes para ello; su solución vino cuando se celebró el llamado Torneo del Rey del Puño de Acero, con una gran recompensa para el ganador.
Pese a que no consiguió ganar el torneo, King quedó en tercera posición, lo que le permitió conseguir dinero para construir el orfanato. Sin embargo, por volver a su vida como luchador, los sacerdotes del monasterio lo expulsaron, así que King se tuvo que trasladar a vivir al orfanato que él mismo fundó.

### Tekken 2
Uno de los niños de su orfanato falleció mientras se hallaba bajo el cargo de King. Este no pudo soportar la culpa, dejó el orfanato y se deshizo de su máscara de luchador.
Sumido en la alcoholemia, su amigo Armor King I lo encontró y lo convenció para participar en el II Torneo del Rey del Puño de Acero. Allí, King vuelve a encontrar en la lucha un sentido para su existencia, perdiendo ante Armor King I, pero regresando al orfanato para cuidar de sus huérfanos.

### Tekken 3
King se hizo cargo del orfanato entre los sucesos de Tekken 2 y Tekken 3, enseñando a los huérfanos a combatir. Cierto día, un ser llamado Ogre retó a King a pelear. Ogre era el dios azteca de la lucha, el cual había sido revivido por los sicarios de Heihachi Mishima. King muere a manos de Ogre y su legado queda perdido.
Uno de los niños del orfanato decidió asumir la identidad de King para preservar su legado, tomando incluso su máscara de jaguar. Armor King I, enterado de la muerte de su viejo amigo, decidió entrenar a este «segundo King». El joven demostró tener unas habilidades excepcionales, y pronto se convirtió en un luchador casi tan temible como su predecesor.
20 años después de los sucesos de Tekken 2, se convoca un nuevo Torneo del Rey del Puño de Acero. King decide participar para enfrentarse a Ogre, la criatura que asesinó a su primer mentor, y demostrar ser el digno poseedor de la máscara del jaguar.

### Tekken 4
Dos años después del pasado torneo, King recibe la noticia de que su mentor, Armor King I, había sido asesinado en una pelea de bar en Arizona, Estados Unidos. El causante había sido Craig Marduk, un exluchador de vale tudo que causó la pelea estando borracho. Tras enterarse de que el asesino había sido encarcelado, King pagó la fianza y le envió una invitación para participar en el próximo Torneo del Rey del Puño de Acero, donde pretendía vengar a su maestro.
King y Marduk se enfrentaron en el torneo, con victoria para el primero. King siguió a Marduk hasta el hospital donde estaba ingresado con un ramo de flores. Marduk se hallaba inconsciente y King se disponía a darle el golpe de gracia, cuando observó una fotografía de la familia de Marduk en la mesilla. En ese momento, King coloca la fotografía sobre el pecho de Marduk y se marcha con la cabeza gacha, arrepentido de su conducta.

### Tekken 5/Tekken 5: Dark Resurrection
Pocos meses habían pasado desde el IV Torneo del Rey del Puño de Acero. En esos días, un luchador con la máscara del difunto Armor King I estaba atacando a artistas marciales de todo el globo. El asaltante era el propio Marduk, que comenzó a realizar estos ataques con el fin de llamar la atención y desafiar a una revancha a King. Viendo que se iba a celebrar un nuevo Torneo del Rey del Puño de Acero, King decidió participar sabiendo que Marduk estaría allí, decidido a evitar la deshonra de su maestro.
King y Marduk vuelven a enfrentarse nuevamente, y el resultado vuelve a ser el mismo: King sale vencedor. Esta vez, sin embargo, Marduk acepta la derrota; King le ofrece su mano en señal de respeto.

### Tekken 6/Tekken 6: Bloodline Rebellion
Antaño rivales, King y Marduk transformaron su enemistad en amistad, convirtiéndose en pareja de lucha libre, siendo aclamados como grandes maestros del ring.
Cierto día, Marduk es atacado por un asaltante y enviado al hospital. Este asaltante fue identificado como el propio Armor King I, lo que causó confusión a King, pues él creía que había muerto. Oyendo que se iba a convocar el VI Torneo del Rey del Puño de Acero, King y Marduk deciden inscribirse creyendo que el asaltante también participaría.
King y Marduk acuden a la cita de Armor King II en el cementerio donde se suponía que debía estar enterrado este. Marduk descubre que el cadáver de Armor King I sí está en su sitio, por lo que creen que se trata de un impostor. Es entonces cuando Armor King II revela que el difunto Armor King I es su hermano mayor, y declara que nunca podrá perdonar a Marduk por lo que hizo.

### Tekken 7
King no es sólo un luchador profesional enmascarado, sino también el orgulloso dueño de un orfanato. Hace poco, el amigo y camarada de King, Craig Marduk, y el hombre al que King consideró su Maestro, se enfrentaron en una lucha sangrienta que dejó a ambos con heridas críticas.
Desesperado, King quiso acudir al rescate de sus amigos, pero sabía que sus operaciones no saldrían baratas. Al mismo tiempo, el orfanato de King estaba en constante peligro debido a la guerra que se desencadenó entre la Corporación G y la Mishima Zaibatsu.
Viéndose atrapado entre la espada y la pared, King entró al Torneo del Rey del Puño de Hierro, con sus ojos únicamente puestos en el premio en efectivo.